# Guarabira
Guarabira – miasto w Brazylii, w stanie Paraíba, położone w odległości ok. 70 km od Atlantyku. 

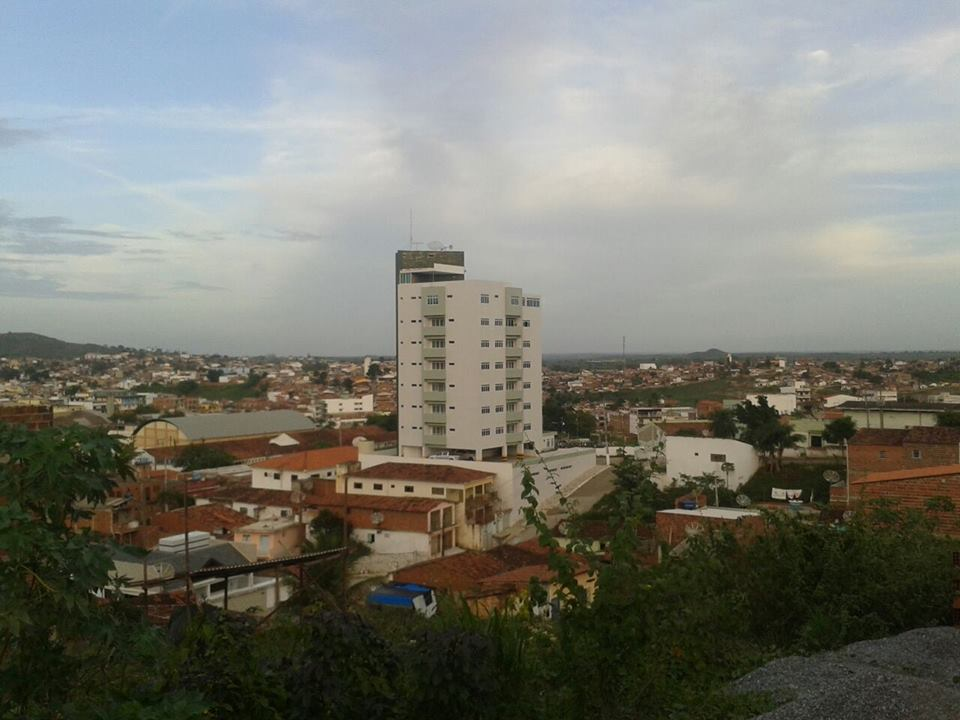
Panorama miasta Guarabira

## Opis
Miejscowość została założona w 1694 roku. Miasto stanowi węzeł drogowy, krzyżują się tu drogi krajowe PB-057, PB-073 i PB-075.

## Demografia

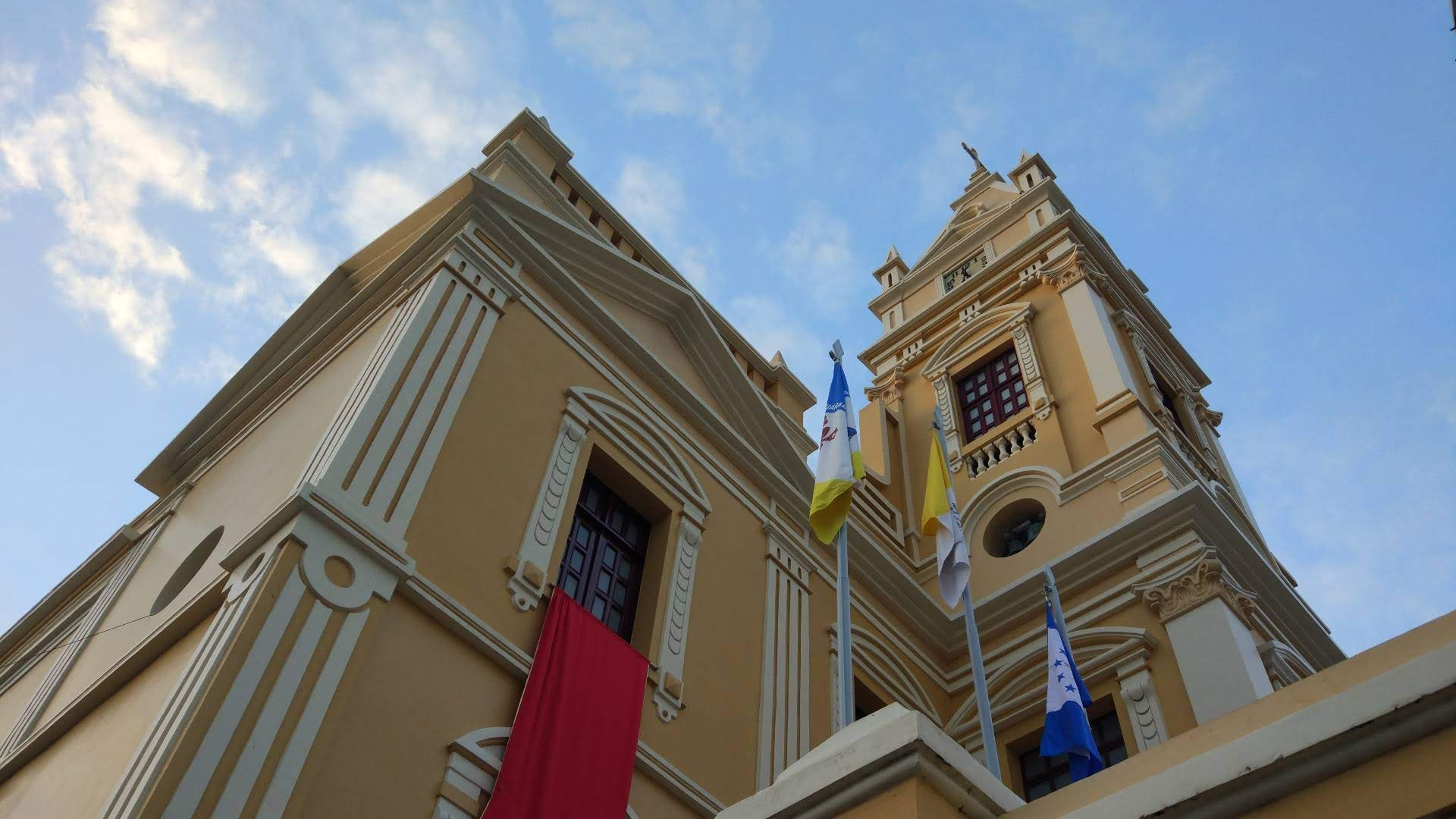
Katedra w Guarabira

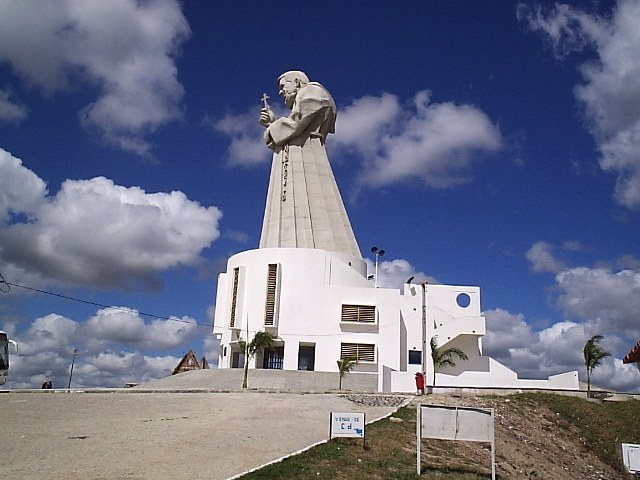
Memorial Frei Damião Guarabira

## Zabytki
- Paróquia da Catedral Nossa Senhora da Luz - Katedra[1].

## Baza hotelowa
- France Hotel[2].

## Gastronomia
- Cida Restaurante[3].

## Edukacja
- Instituto Federal de Educação, Ciência e Tecnologia da Paraíba, Campus Guarabira - Uniwersytet[4].

## Sport
- Estádio Municipal Sílvio Porto – stadion piłkarski
- Associação Desportiva Guarabira - klub piłkarski[5].